# Szczedriwka
Szczedriwka (ukr. щедрівка) – gatunek ukraińskiej pieśni ludowej, związanej z obrzędami noworocznymi.

## Szczedriwka jako pieśń obrzędowa
Bogata obrzędowość noworoczna wyróżnia kulturę ukraińską spośród kultur wszystkich pozostałych narodów słowiańskich i sięga czasów przedchrześcijańskich. W ukraińskim folklorze występują dwa rodzaje pieśni noworocznych – koliadky (kolędy) i szczedriwki. Nazwa „szczedriwka” pochodzi od Szczodrego Wieczoru (ukr. Szczedryj Weczir), jak tradycyjnie nazywano wieczór poprzedzający pierwszy dzień nowego roku według kalendarza juliańskiego (13 stycznia według kalendarza gregoriańskiego, tak zwana małanka ze względu na przypadające w ten dzień wspomnienie liturgiczne św. Melanii). 
W niektórych zachodnich regionach Ukrainy, zwłaszcza w Galicji, określenie Szczedryj Weczir dotyczy wieczoru przypadającego w dniu 18 stycznia i poprzedzającego święto Chrztu Pańskiego (na pozostałym obszarze Ukrainy wieczór ten znany jest jako Hołodna kutia).
Właśnie w tym okresie odbywały się obrzędy związane ze szczedrowaniem, a więc śpiewaniem szczedriwek. Okres wykonywania jest jednym z czynników odróżniających szczedriwki od kolęd. Kolędy śpiewane były bowiem w okresie od Bożego Narodzenia do 31 grudnia (według kalendarza juliańskiego). Szczedriwki wykonywano w okresie świętowania Nowego Roku oraz Chrztu Pańskiego (ukr. Wodochreszcza).

## Wykonanie szczedriwek
- W szczedriwkach, w odróżnieniu od koladek, praktycznie nie spotyka się motywów religijnych.
- Zawsze śpiewane są one do konkretnego adresata i dzielą się na pieśni skierowane do gospodarza, gospodyni bądź ich dzieci (wariant skierowany do syna bądź córki gospodarza). Od adresata danej pieśni zależy jej treść.
- Grupy uczestniczące w obrzędzie szczedrowania miały charakter młodzieżowy; często składały się tylko z dziewcząt bądź dzieci[4].
- Odpowiednio dobrana grupa młodzieży musiała obejść ze swoim śpiewem wszystkie domostwa na wsi[5].
- Szczedriwki są pieśniami, których treść zawiera życzenia urodzaju, zdrowia i dostatku. Wierzono, że to, co zostanie wyśpiewane w szczedriwkach, z pewnością spełni się w następnym roku, toteż słowa szczedriwek uważano za rodzaj dobrego zaklęcia[5].
- W tekstach zachowywane są motywy, które w czasach pogańskich były powiązane z magią, a obecnie pod względem stylistycznym odbierane są jako hiperbolizowane pozdrowienia[3].

## Budowa utworu
Szczedriwki pod względem budowy rytmicznej charakteryzują się zazwyczaj budową wersu 4+4 (zbudowane mogą być w ten sposób zarówno utwory posiadające refren, jak i utwory bez refrenu) bądź budową 5+5 z refrenem 4+4. Opisywana budowa odróżnia szczedriwky od koladek, które charakteryzują się m.in. bardziej swobodną budową refrenu.

## Przykład typowej szczedriwki[4]
| Słowa ukraińskie | Transkrypcja | Polskie tłumaczenie |  |
| --- | --- | --- |  |
| Щедрий вечір, добрий вечір! Добрим людям на весь вечір! А в тому домку, як у вінку, А там діточки, як квіточки. Щедрий вечір, добрий вечір! Добрим людям на весь вечір! | Szczedryj weczir, dobryj weczir! Dobrym ludiam na weś weczir! A w tomu domku, jak u winku, A tam ditoczky, jak kwitoczky. Szczedryj weczir, dobryj weczir! Dobrym ludiam na weś weczir! | Szczodry wieczór, dobry wieczór! Dobrym ludziom na cały wieczór! A w tym domku jak w wianku, A tam dzieci jak kwiatuszki. Szczodry wieczór, dobry wieczór! Dobrym ludziom na cały wieczór! |  |